# Dendropsophus columbianus
Espèce
Synonymes
- Hyla columbiana Boettger, 1892
- Hyla variabilis Boulenger, 1896

Statut de conservation UICN

 LC  : Préoccupation mineure
Dendropsophus columbianus est une espèce d'amphibiens de la famille des Hylidae.

## Répartition
Cette espèce est endémique de Colombie. Elle se rencontre entre 950 et 2 300 m d'altitude sur le versant Ouest de la cordillère centrale et sur les versants Est et Ouest de la cordillère occidentale, dans les départements de Cauca, de Quindío, de Risaralda et de Valle del Cauca,.

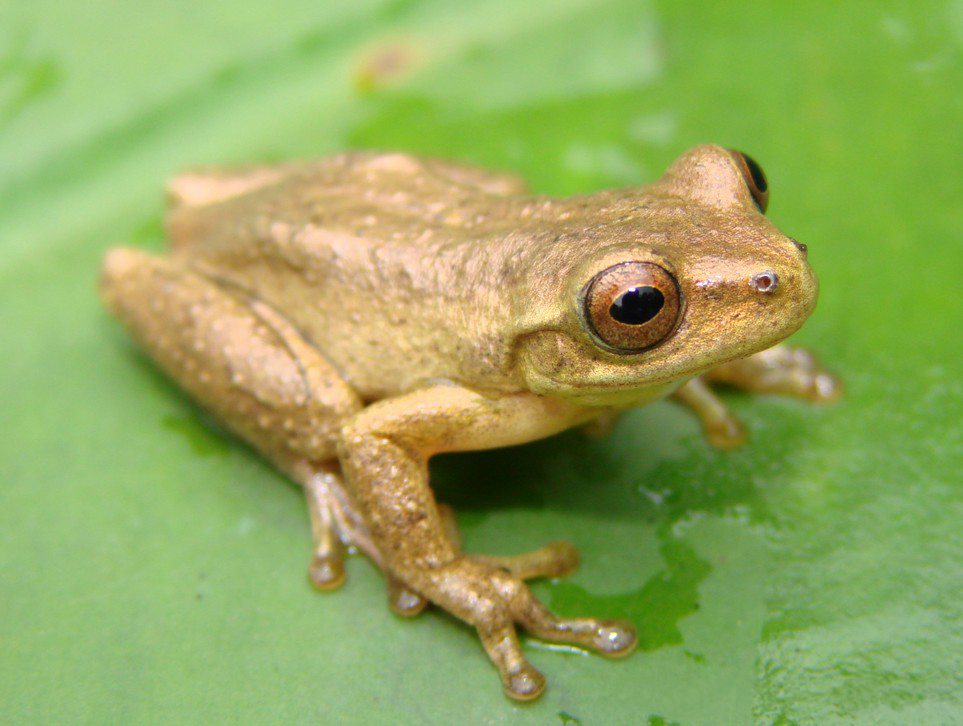
Dendropsophus columbianus

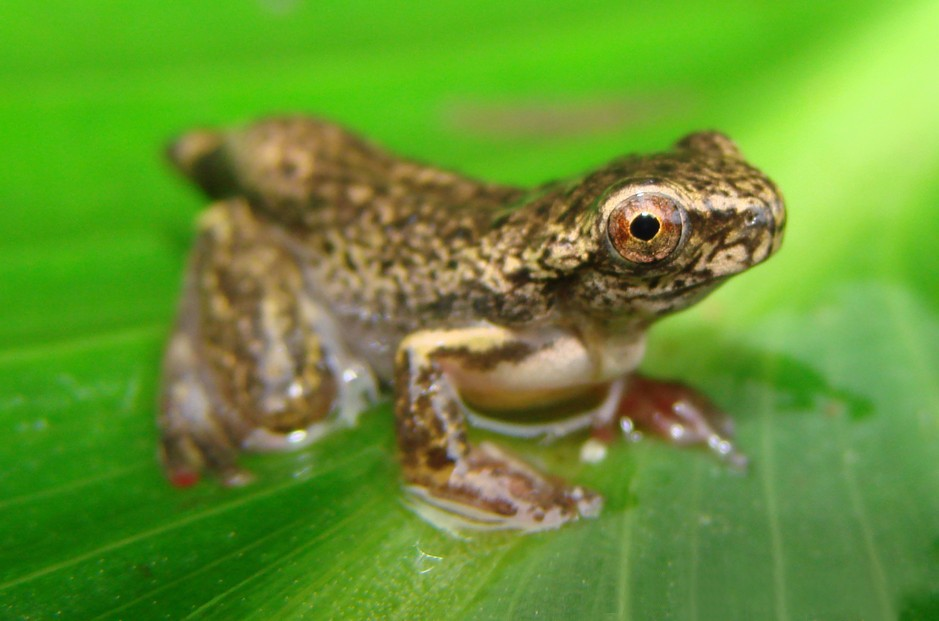
Dendropsophus columbianus

## Étymologie
Son nom d'espèce lui a été donné en référence à son lieu de découverte, la Colombie.

## Publication originale
- Boettger, 1892 : Katalog der Batrachier-Sammlung im Museum der Senckenbergischen Naturforschenden Gesellshaft in Frankfurt am Main. Frankfurt am Main, Gebrüder Knauer, p. 1-73 (texte intégral).